# Élections européennes de 2009 en Italie
Les élections européennes se sont déroulées en Italie les 6 et 7 juin 2009. Elles ont permis aux citoyens de l'Union européenne résidant en Italie d'élire les 72 députés européens qui les représenteront au Parlement européen.

## Mode de scrutin

Les 5 circonscriptions électorales (Nord-Ouest, Nord-Est, Centre, Sud, Îles)

Le mode de scrutin (à la proportionnelle intégrale) a été modifié le 20 février 2009 par le Parlement italien (loi no 18 du 24 janvier 1979 modifiée) :
- un seuil national de 4 % est désormais établi, en dessous duquel les partis en présence ne seront pas représentés (voté par le Sénat le 18 février 2009) ;
- une circonscription Sardaigne aurait dû être établie (actuellement en projet de loi qui n'a pas abouti), à partir de la circonscription Îles (qui comprend aussi la Sicile) : le système actuel entraîne presque nécessairement la seule représentation d'élus siciliens, cette île étant nettement plus peuplée que la Sardaigne.

Il existe actuellement cinq circonscriptions électorales (créées en 1979) :
- Italie nord-occidentale : Vallée d'Aoste, Piémont, Lombardie, Ligurie
- Italie nord-orientale : Trentin-Haut-Adige, Frioul-Vénétie Julienne, Vénétie, Émilie-Romagne
- Italie centrale : Toscane, Marches, Ombrie, Latium
- Italie méridionale : Abruzzes, Molise, Pouilles, Campanie, Basilicate, Calabre
- Italie insulaire : Sicile, Sardaigne

## Résultats de 2004
Lors des précédentes élections européennes, les 12 et 13 juin 2004, selon les résultats publiés par le ministère de l'Intérieur, il y a eu 49 804 087 électeurs inscrits et 35 717 655 votants, soit 71,72 % (32 516 246 votes valables - bulletins de vote non-valables, inclus les votes blancs 3 201 256).
Les 78 députés étaient alors répartis ainsi :
| Parti                                   | Voix                 | %       | Sièges  | Groupe parlementaire européen   |
| --------------------------------------- | -------------------- | ------- | ------- | ------------------------------- |
| Unis dans L'Olivier                     | 10 105 836           | 31,08 % | 24 (+1) | PSE (16), ADLE (8), (+1 PPE-DE) |
| Forza Italia                            | 6 806 245            | 20,93 % | 16      | PPE-DE                          |
| Alliance nationale                      | 3 736 606            | 11,49 % | 9       | UEN                             |
| Refondation communiste                  | 1 969 776            | 6,06 %  | 5       | GUE/NGL                         |
| UDC                                     | 1 914 726            | 5,89 %  | 5       | PPE-DE                          |
| Ligue du Nord                           | 1 613 506            | 4,96 %  | 4       | IND/DEM                         |
| Fédération des Verts                    | 803 356              | 2,47 %  | 2       | Verts/ALE                       |
| Parti des communistes italiens          | 787 613              | 2,42 %  | 2       | GUE/NGL                         |
| Liste Bonino                            | 731 536              | 2,25 %  | 2       | ADLE                            |
| Société civile di Pietro - Occhetto     | 695 179              | 2,14 %  | 2       | ADLE                            |
| Socialistes unis pour l'Europe          | 664 463              | 2,04 %  | 2       | Non-inscrits                    |
| Alliance Populaire - UDEUR              | 419 173              | 1,29 %  | 1       | PPE-DE                          |
| Alternative sociale                     | 400 626              | 1,23 %  | 1       | Non-inscrits                    |
| Parti des retraités                     | 374 343              | 1,15 %  | 1       | PPE-DE                          |
| Flamme tricolore                        | 237 058              | 0,73 %  | 1       | Non-inscrits                    |
| PRI - Liberal Sgarbi de Vittorio Sgarbi | 233 144              | 0,72 %  | 0       |                                 |
| Pacte Segni-Scognamiglio                | 172 556              | 0,53 %  | 0       |                                 |
| AL-LFV-UfS-PSd'Az                       | 160 101              | 0,49 %  | 0       |                                 |
| Liste des consommateurs                 | 160 066              | 0,49 %  | 0       |                                 |
| Abolition Séparation - Verts Verts      | 158 988              | 0,49 %  | 0       |                                 |
| SVP                                     | (Haut-Adige) 146 357 | 0,45 %  | (1)     | PPE-DE (observateur)            |
| Paese nuovo                             | 78 003               | 0,24 %  | 0       |                                 |
| No Euro                                 | 70 220               | 0,22 %  | 0       |                                 |
| Mouvement Idée sociale avec Rauti       | 47 171               | 0,15 %  | 0       |                                 |
| UV (Vallée d'Aoste)                     | 29 598               | 0,09 %  | 0       |                                 |

## Coalitions
Par rapport à juin 2004, les évolutions majeures sont les suivantes :
- L'Olivier de Romano Prodi n'existe plus sous ce nom : le Parti démocrate qui en a repris le symbole dans son logo rassemble désormais les Démocrates de gauche et la Marguerite en un seul parti unifié mais a subi la scission de la Gauche démocrate (quatre députés européens) et de quelques personnalités comme Lamberto Dini et l'Union démocrate pour les consommateurs, ainsi que la démission de son leader Walter Veltroni en février 2009. Son positionnement au sein du Parlement européen reste incertain, mais une Alliance des socialistes et des démocrates semble être le nom du groupe auquel il adhérera en juillet 2009 ;
- Le Peuple de la liberté, voulu par Silvio Berlusconi, réunit désormais Forza Italia et l'Alliance nationale ainsi que quelques partis mineurs[9]. Son premier congrès s'est déroulé en mars 2009. Les Popolari-UDEUR l'ont rejoint au début de 2009 tandis que le Parti des retraités le quittait.
- L'Union des démocrates chrétiens et du centre n'est plus alliée au centre-droit mais continue de faire partie du Parti populaire européen. Des cinq députés européens élus en 2004, il ne subsiste plus que deux membres de l'UDC au Parlement européen. Elle reprend le nom d'Union de centre pour son symbole.
- Une liste anticapitaliste s'est formée, autour du Parti de la refondation communiste et du Parti des communistes italiens qui ne disposent plus d'aucun député ni sénateur au Parlement depuis 2008.
- Si les deux députés du NPSI (2004) ont rejoint depuis 2007 les deux Socialistes démocrates italiens (élus avec L'Olivier) au sein du Parti socialiste européen et du Parti socialiste, il subsiste un NPSI amoindri allié au Peuple de la liberté. Le Parti socialiste se présente en alliance avec la Fédération des Verts, baptisée Gauche et Liberté qui comprend aussi des refondateurs qui ont quitté leur parti (Nichi Vendola et la Gauche démocrate), en concurrence avec la liste anticapitaliste et le Parti démocrate;
- L'Italie des valeurs n'est désormais plus alliée avec l'ancien communiste Achille Occhetto, son audience politique est désormais nettement plus importante qu'en 2004 et les sondages lui donnent entre 7 et 9 % des intentions de vote.
- les Radicaux italiens se présentent seuls avec une liste Bonino et Pannella : quasiment écartés des médias malgré des grèves de la faim de ses deux dirigeants, ils dépasseront avec difficulté le seuil national des 4 %.
- Un représentant de Force nouvelle a remplacé Alessandra Mussolini (devenue Action sociale et alliée désormais au Peuple de la liberté depuis 2008). Il ne s'est pas allié au Mouvement social – Flamme tricolore, un autre mouvement d'extrême droite.
- Un Pôle de l'Autonomie s'est formé, réunissant des partis de droite et de centre-droit qui ne sont pas pris sur les listes du Peuple de la liberté.

## Minorités
Comme c'est le cas depuis 1979, des listes représenteront les minorités de langues allemande et française. Elles doivent être alliées à une liste présente dans toutes les circonscriptions et obtenir au moins 50 000 voix de préférence pour obtenir des députés :
- la Südtiroler Volkspartei, alliée localement cette année au Parti autonomiste tridentin et tyrolien et à Slovenska Skupnost, en coalition avec le Parti démocrate, au niveau national ;
- la liste « Vallée d'Aoste », avec pour parti principal l'Union valdôtaine, alliée au Peuple de la liberté au niveau national ;
- la liste « Autonomie Liberté Démocratie en Europe / Comunità Alpine » avec pour partis principaux Vallée d'Aoste Vive et le Renouveau valdôtain, alliée à l'Italie des valeurs au niveau national.

## Sondages
Les principaux sondages consacrés aux élections européennes (de février à avril 2009), donnent les tendances suivantes :
- Le Peuple de la liberté : entre 38 et 42 %
- Parti démocrate : entre 23 et 27 %
- Ligue du Nord : entre 9 et 11 %
- Italie des valeurs : entre 7 et 9 %
- UDC : entre 5 et 7 %

Se trouvent juste en dessous du seuil de 4 %, Gauche et liberté, L'Autonomie et l'alliance entre Refondation communiste et le Parti des communistes italiens (seule cette dernière alliance, dite « liste anticapitaliste » dépasse parfois les 4 %). Les Radicaux italiens semblent être nettement en dessous de 3 %, ainsi que le Mouvement social – Flamme tricolore (moins de 1 %).
Le dernier sondage publié par le Corriere della Sera le 21 mai 2009 (après cette date, la loi italienne, n'en autorise plus la publication), confirme ces fourchettes :
- PDL : 38 / 39 %
- LN : 9 / 10 %
- PD : 26,5 / 27,5 %
- IdV : 8 / 9 %
- Lista Bonino : 1 / 2 %
- PRC/PdCI : 2,5 / 3,5 %
- SeL : 1,5 / 2,5 %
- UDC : 6 / 7 %
- L'Autonomie : 1,5 / 2,5 %
- Autres : 1,0 / 2,0 %[10]

## Listes admises
Le 20 avril 2009, un total de 93 symboles électoraux ont été déposés au ministère de l'Intérieur, et, successivement, 80 symboles sont admis à concourir. Mais de ces 80 symboles, seuls 16 partis déposent une liste dans au moins une des cinq circonscriptions italiennes (dont 11 dans chacune d'entre elles). Trois de ces listes sont des listes représentant des minorités linguistiques (deux françaises et une allemande), pour lesquelles un seul vote de préférence peut être exprimé et dont le total des voix s'ajoute à celui de la liste alliée sur le plan national.
1. Flamme tricolore - Droite sociale
2. Italie des valeurs (Antonio Di Pietro)
3. Ligue du Nord (Umberto Bossi)
4. Libéraux-démocrates réformistes avec Melchiorre
  1. Libéraux-démocrates
  2. Mouvement associatif des Italiens à l'étranger
5. Liste Bonino-Pannella
6. Parti démocrate
7. L'Autonomie
  1. Mouvement pour les autonomies
  2. La Droite
  3. Parti des retraités
  4. Alliance de centre
8. Le Peuple de la liberté
9. Liste anticapitaliste
  1. Parti de la refondation communiste
  2. Parti des communistes italiens
  3. Socialisme 2000
  4. Consommateurs unis
10. Gauche et liberté
  1. Fédération des Verts
  2. Mouvement pour la gauche
  3. Parti socialiste
  4. Gauche démocrate
  5. Unir la Gauche
11. Union de centre (UDC-Rosa Bianca)
12. Forza nuova (non présente dans les îles)
13. Parti communiste des travailleurs (non présent dans le sud et les îles)
14. Südtiroler Volkspartei (minorité de langue allemande, avec le Parti autonomiste tridentin et tyrolien et Slovenska Skupnost, présente uniquement au Nord-Est et alliée pour la répartition des sièges de députés avec le Parti démocrate)
15. Autonomie Liberté Démocratie en Europe (minorité de langue française) "Comunità Alpine", alliance de Vallée d'Aoste Vive, Renouveau valdôtain et Verts valdôtaines (présente au Nord-Ouest et alliée avec Italie des valeurs)
16. Vallée d'Aoste (minorité de langue française) avec l'Union valdôtaine, Fédération autonomiste et Stella Alpina (présente au Nord-Ouest et alliée avec le Peuple de la liberté)

## Résultats
La participation (chiffres du ministère de l'Intérieur) s'est élevée à 65,05 % (soit 32 747 722 votants, en forte baisse, 6,41 % par rapport à 2004 où elle s'élevait à 72,88 %), sur un total de 50 341 790 inscrits. Les bulletins blancs ont été 985 418 (3,00 %) et les bulletins nuls 1 108 880 (3,38 %). Les bulletins contestés et attribués à aucun parti ont été 7 749 (0,02 %).
| Parti | Parti                                     | Voix              | %              | Sièges | Groupe parlementaire européen |
| ----- | ----------------------------------------- | ----------------- | -------------- | ------ | ----------------------------- |
|       | Le Peuple de la liberté                   | 10 797 296        | 35,26 %        | 29     | PPE                           |
|       | Parti démocrate SVP                       | 7 999 476 143 509 | 26,12 % 0,46 % | 22 1   | S&D PPE                       |
|       | Ligue du Nord                             | 3 126 181         | 10,21 %        | 9      | ELD                           |
|       | Italie des valeurs                        | 2 450 643         | 8,00 %         | 7      | ADLE                          |
|       | Union de centre                           | 1 995 021         | 6,51 %         | 5      | PPE                           |
|       | Liste anticapitaliste (PRC et PdCI)       | 1 037 862         | 3,39 %         | 0      |                               |
|       | Gauche et liberté                         | 957 822           | 3,13 %         | 0      |                               |
|       | Liste Bonino-Pannella                     | 743 299           | 2,42 %         | 0      |                               |
|       | L'Autonomie                               | 743 284           | 2,22 %         | 0      |                               |
|       | Flamme tricolore                          | 246 403           | 0,80 %         | 0      |                               |
|       | Parti communiste des travailleurs         | 166 531           | 0,54 %         | 0      |                               |
|       | Forza nuova                               | 147 343           | 0,47 %         | 0      |                               |
|       | Libéraux-démocrates réformistes           | 71 067            | 0,23 %         | 0      |                               |
|       | Vallée d'Aoste (avec le PdL)              | 32 926            | 0,10 %         | 0      |                               |
|       | Autonomie Liberté Démocratie (avec l'IdV) | 27 199            | 0,09 %         | 0      |                               |

Malgré son arrivée en tête, il s'agit d'un score assez décevant pour le nouveau parti de Silvio Berlusconi (fondé en 2009) qui avait clairement annoncé de vouloir dépasser 40 %, voire de dépasser la majorité absolue avec son allié de la Ligue du Nord qui double le nombre de ses députés. Le Parti démocrate résiste mieux que prévu, l'Italie des Valeurs double son score, tandis que toute la gauche (contestataire ou traditionnelle) est à nouveau éliminée du partage des sièges.
Dès lors que le traité de Lisbonne est définitivement adopté et entre en vigueur, c'est l'Union de Centre qui obtient un 6e siège (le 73e siège de député), en vertu des plus forts restes. L'UDC Trematerra entre au Parlement européen le 1er décembre 2011.